# Jean-François Berruyer
Pour les articles homonymes, voir Berruyer.
Jean François Berruyer, né le 6 janvier 1741 à Lyon et mort le 17 avril 1804 à Paris, est un général de division de la Révolution française.

## Biographie

### Famille
Originaire d'une famille de négociants honorables, il est le fils cadet de Louis Berruyer, marchand tireur d'or, et d'Anne Bréchet.

### Carrière
Il s'enrôle comme volontaire dans le régiment Talaru-Infanterie (devenu plus tard Aumont-infanterie) le 17 février 1751. Nommé sergent en 1756, il fait la campagne de Minorque, assiste au siège de Port-Mahon lors de la guerre de Sept Ans , et combat avec distinction en Allemagne pendant la guerre de Sept Ans à partir de 1757.
Il participe à la victoire d'Estrée à la bataille de Hastenbeck le 26 juillet 1757, puis à la capitulation des Anglo-Hollandais à la bataille de Kloster Zeven le 8 septembre 1757, à la défaite de Soubise à la bataille de Rossbach le 5 novembre 1757, à la bataille de Soest en octobre 1758 au cours de laquelle il est blessé à sept reprises. L'une de ces blessures est si grave qu'il doit être trépané. Il est alors fait prisonnier. Libéré, il participe le 13 avril 1759 à la victoire de Broglie à la bataille de Bergen, puis à la défaite de Louis Georges Erasme de Contades à la bataille de Minden le 1er août 1759.
Il quitte le service le 21 septembre 1759, mais y revient dix-huit mois plus tard, le 20 février 1761 avec le grade de « cornette » (sous-lieutenant porte drapeau) dans les volontaires de Soubise. Il retourne en Allemagne et y reçoit cinq blessures dans différents affrontements, participe aux batailles de Willingshausen le 15 juillet 1761 et de Wilhelmstal. Il se signale dans la retraite de la bataille de Ziegenheim, à la tête d'un détachement de soixante hommes, en arrêtant une colonne ennemie dans un défilé, où il reçut deux coups de sabre et un coup de feu. Il soutient un combat au corps à corps contre le général Bénevel, commandant l'avant-garde prussienne, reçoit quatre blessures de la main de cet officier général, le fait ensuite prisonnier, et mérite par ce nouvel exploit d’être élevé au grade de lieutenant de dragons le 16 mars 1762. Il est réformé le 21 avril 1763 à la signature de la paix.
Devenu capitaine d'infanterie le 22 juillet 1767, Berruyer fait les campagnes de 1768 et 1769 en Corse. À son retour, il entre aux dragons comme aide-major le 4 août 1770, devient capitaine en second de chasseurs au régiment de Jarnac-Dragons le 27 août 1776. Il est fait chevalier de Saint-Louis le 22 janvier 1779. Il obtient successivement les grades de major le 28 décembre 1783, lieutenant-colonel le 3 mai 1787.
À la Révolution, il devient colonel du régiment de Guyenne le 23 novembre 1791 alors qu'il est en garnison au Fort Louis du Rhin, colonel-général dans le 1er régiment de carabiniers le 5 février 1792, maréchal de camp le 13 mai 1792. Il est alors muté le 20 juillet 1792 à l'armée du Centre. Le 1er septembre 1792, il est promu lieutenant-général puis général en chef le 6 octobre suivant. Lorsque l'armée prussienne, victorieuse en Champagne, se dispose à marcher sur Paris, on confie à Berruyer le commandement des troupes rassemblées sous la capitale et le commandement en chef de l'armée de l'intérieur le 20 octobre 1792.
Le général Berruyer a la charge d'organiser le maintien de l'ordre lors du procès de Louis XVI et surtout le 21 janvier 1793, jour de son exécution. Il est appelé le 21 mars 1793 en Vendée, à Niort comme commandant de l'armée des côtes de La Rochelle. Il s'empare de Chemillé le 11 avril 1793 en battant Charles de Bonchamps, il poursuit les royalistes jusqu'à Beaupréau, avant d'être défait à Cholet le 20 avril et à Beaupréau le 23 avril.
Le général Leigonyer, qui, avec une autre division, les a attaqués à la bataille de Vezins, bat en retraite. Dans une lettre à la Convention, Berruyer accuse de ce revers la lâcheté de quelques corps de volontaires, l'inexpérience de ceux qui les commandent, la famine et le dénuement absolu d'une armée obligée de combattre dans les taillis et les marécages. Des députés de Maine-et-Loire l'accusent alors d'avoir laissé prendre toute l'artillerie par sa lenteur et son refus de communiquer ses plans aux commissaires du département.
Berruyer reçoit l'ordre de se rendre aussitôt à Paris le 28 avril, où la Convention le traduit à sa barre. Une autre accusation vient l'y frapper ; le député Chasles lui reproche sa tenue militaire, comme incompatible avec la simplicité qui doit distinguer les armes d'un républicain. Le député Goupilleau de Montaigu, représentant du peuple en mission à l'armée de l'Ouest, prend alors la défense du général en chef de l'armée de l'Ouest, puis Chaudieu, représentant du peuple près de l'armée de réserve qui se trouve à Angers vers le même temps, adresse à la Convention une lettre dans laquelle il fait justice de la ridicule attaque dont Berruyer a été l'objet, attaque qui, fort heureusement, n'a pas plus de succès que la dénonciation.

« Berruyer, [dit-il, en terminant cette lettre], a des formes trop républicaines pour des hommes qui ne sont pas encore nés à la liberté ; il professe des principes trop austères pour des hommes qui ne se doutent pas qu'on puisse aimer et servir la patrie pour elle-même [...]. Celui qui s'est élevé constamment contre les désorganisateurs, celui qui poursuit avec sévérité tous les genres de brigandages, celui qui veut que le soldat lui obéisse et se batte, doit compter autant d'ennemis qu'il y a de traîtres et de lâches : voilà les crimes de Berruyer et des généraux qui sont sous ses ordres ; nous en avons été les témoins ; et, s'ils sont coupables, nous sommes leurs complices. »

Renvoyé à son poste le 27 mai, il est suspendu de ses fonctions le 1er juin. Il est arrêté à Versailles le 1er août sur décision du Comité de salut public, puis remis en liberté le 16 février 1794. Ce n'est que le 12 janvier 1795 qu'il est relevé de sa suspension et aussitôt mis à la retraite. Face à son insistance et grâce aux recommandations des généraux Kellermann et Menou, il est remis en activité le 1er septembre 1795 et le 29 septembre promu à l'armée de l'intérieur.
Lorsque, le 13 vendémiaire an IV (5 octobre 1795), la Convention appelle autour de son enceinte les troupes du camp des Sablons pour réprimer l'insurrection des royalistes qui ont arboré la bannière des sections, Berruyer a le commandement d'un corps formé spontanément en faveur de l'Assemblée, se distingue dans le combat qu'il livre aux ennemis du gouvernement, y a un cheval tué sous lui.
En récompense, Barras le nomme le 28 avril 1796, inspecteur général de la cavalerie de l'armée des Alpes et d'Italie. Dans un mémoire du 27 mai 1797, deux mois après les victoires de Rivoli et de Mantoue, il alerte le Directoire sur l'insigne faiblesse de la cavalerie et propose de profiter de la période de paix à venir (traité de Campo-Formio) pour rétablir la valeur de celle-ci.
Le 7 septembre 1797, il est nommé commandant en chef de l'Hôtel National des Invalides. Il sert ensuite en Suisse en 1798, puis en Italie en 1799. En tant que commandant des Invalides, il joue un rôle important dans les évènements des 18 et 19 brumaire an VIII (9 et 10 novembre 1799). Il en est récompensé par un "sabre d'honneur" offert par Bonaparte lui-même. Il est promu en tant que général de division dans la nouvelle organisation du 29 mars 1801.
Après avoir été employé par le gouvernement directorial, Berruyer est nommé gouverneur des Invalides le 27 août 1803. Il a été fait Chevalier de la Légion d'honneur par décret le 19 frimaire an XII (11 novembre 1803), mais ne reçoit jamais cette distinction car il meurt le 17 avril 1804, peu avant la toute première remise de décoration officielle de la Légion d'honneur qui a lieu le 15 juillet 1804 aux Invalides.
Il est inhumé dans le columbarium du caveau des gouverneurs, situé dans l'église Saint-Louis de l'Hôtel des Invalides.

## Distinctions

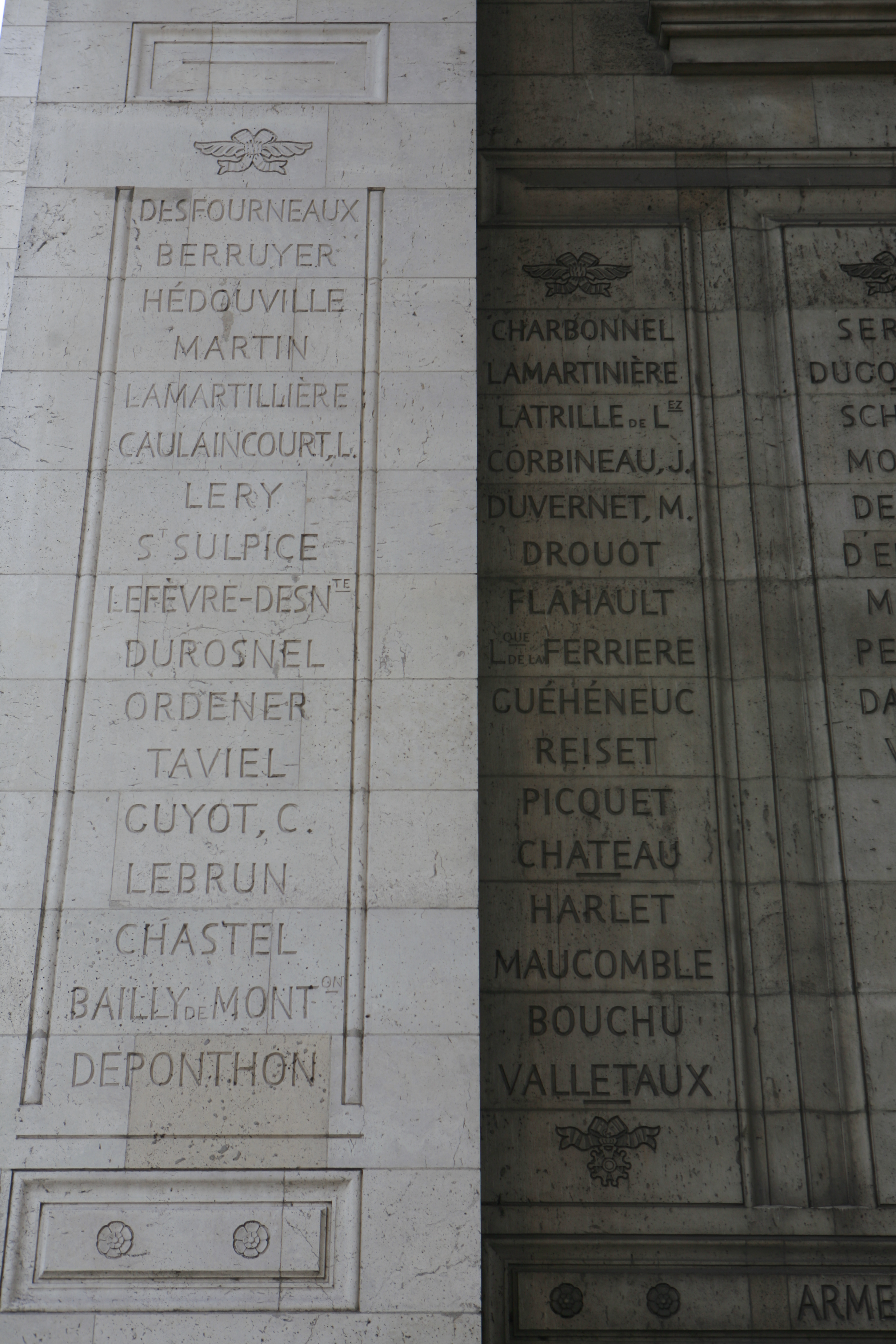
Noms gravés sous l'arc de triomphe de l'Étoile : pilier Ouest, 31e et.

- Chevalier de la Légion d'honneur (1803)
- Son nom est inscrit sur l'Arc de triomphe, côté-ouest.

## Sources
- « Jean-François Berruyer », dans Charles Mullié, Biographie des célébrités militaires des armées de terre et de mer de 1789 à 1850, 1852 [détail de l’édition]